# Erimyzon tenuis
Erimyzon tenuis és una espècie de peix de la família dels catostòmids i de l'ordre dels cipriniformes.

## Morfologia
- Els mascles poden assolir 33 cm de longitud total.[5][6]

## Hàbitat
És un peix d'aigua dolça i de clima temperat.

## Distribució geogràfica
Es troba a Nord-amèrica.